# スタッド・ドゥ・ルクセンブルク
スタッド・ドゥ・ルクセンブルク（Stade de Luxembourg）は、ルクセンブルク・ルクセンブルク市にあるナショナルスタジアム。サッカールクセンブルク代表とラグビールクセンブルク代表のホームスタジアムとして使用されている。

## 概要
スタッド・ヨジー・バーテルの老朽化に伴い、2014年9月、ルクセンブルクのスポーツ大臣とルクセンブルク市の市長が設計コンペを通して25の案から地元の設計事務所とドイツのハンブルクに本社を構えるGerkan, Marg and Partners社の設計案を採用した。最終調整を加えて2016年12月に議会で承認された。
工期の遅れがありながらも2021年7月に竣工し、全席屋根付きの収容人数9,386人を誇るナショナルスタジアムが完成した。新スタジアム初の公式戦は2021年9月1日に行われた2022 FIFAワールドカップ・予選のサッカーアゼルバイジャン代表戦であり、2-1で見事初戦を勝利で飾った。

## ギャラリー

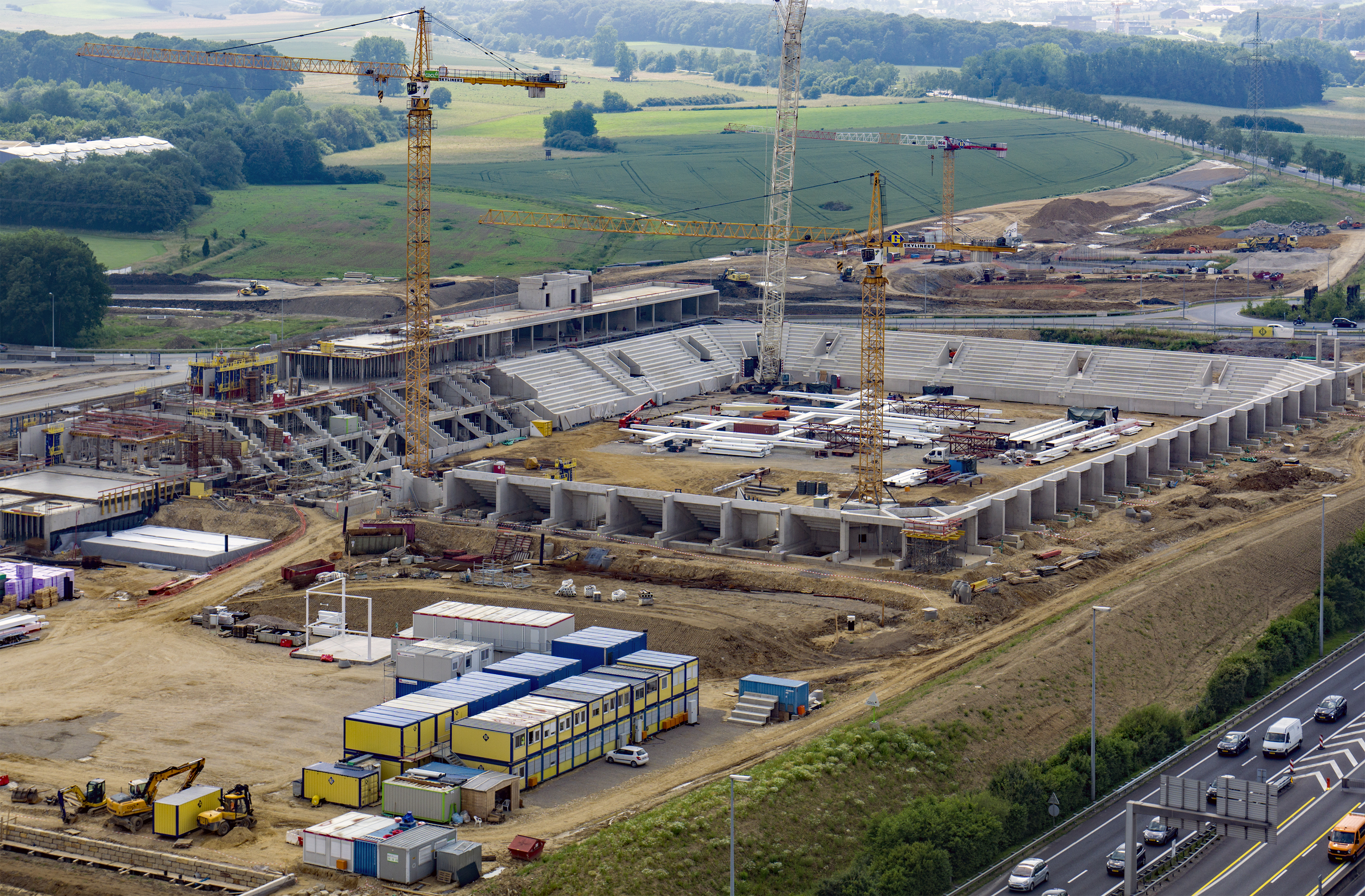
建設中のスタジアム
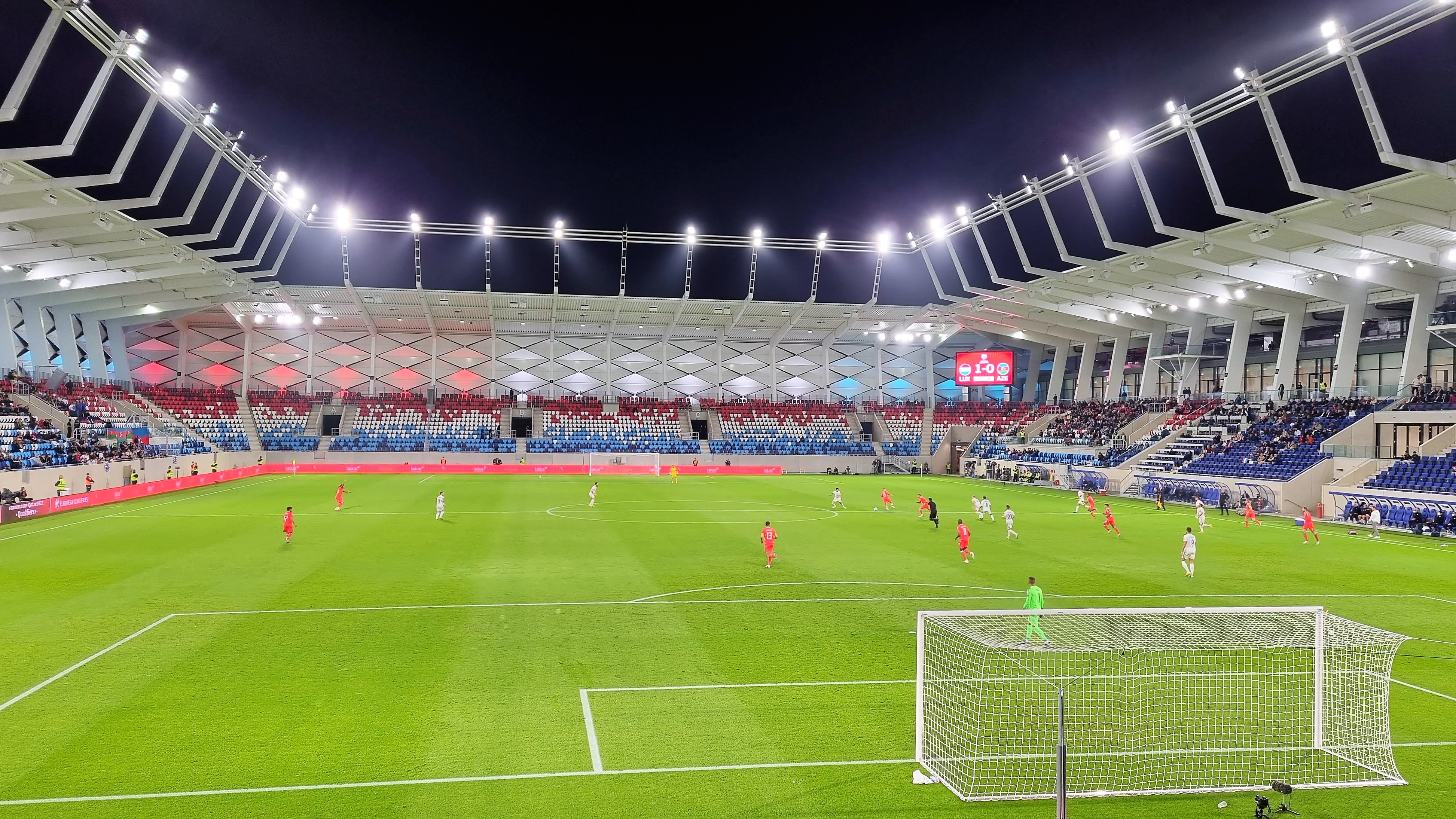
スタジアム初の公式戦
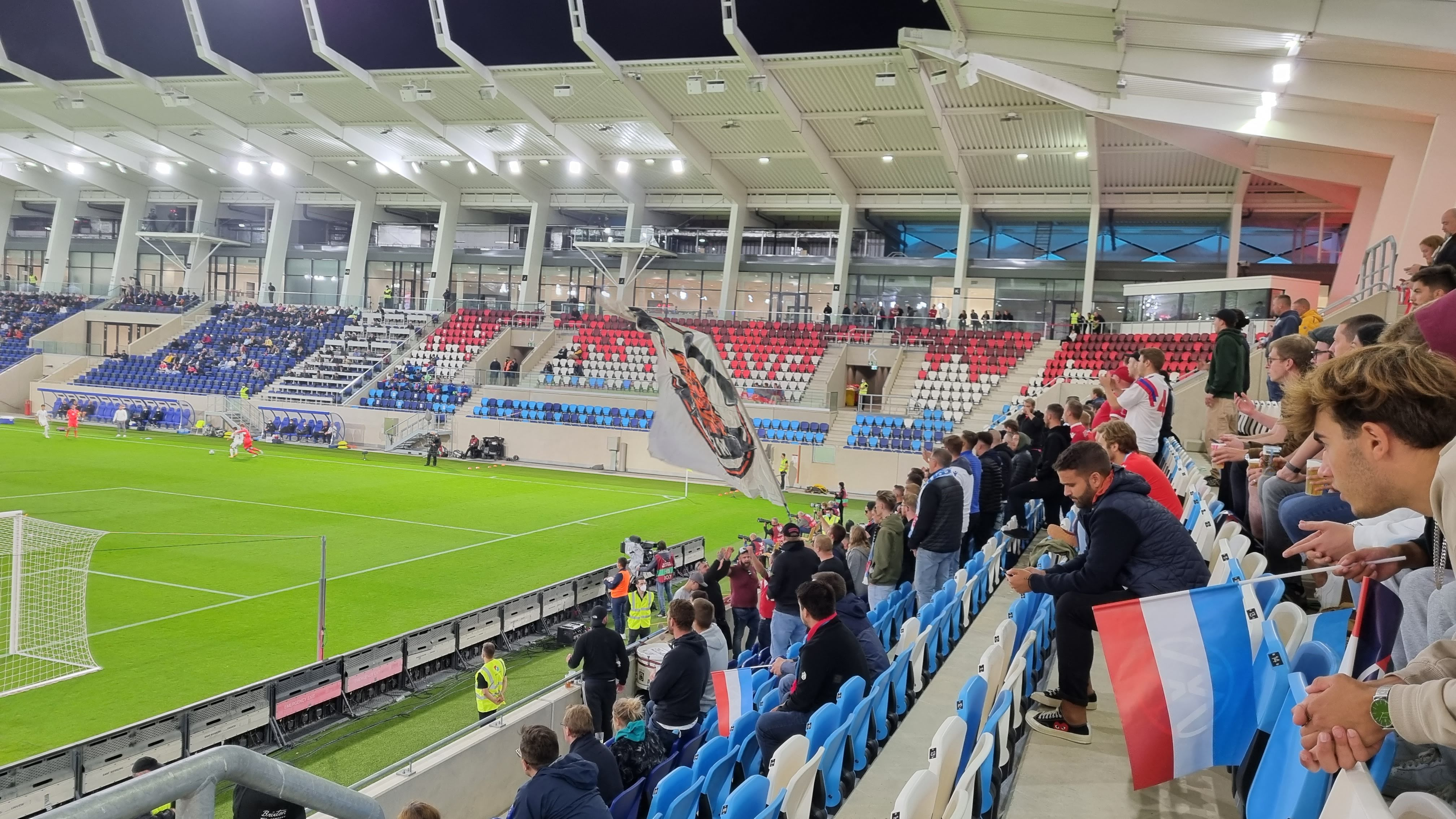